# Трані (Тіанетський муніципалітет)
Трані (груз. თრანი) — село в Грузії.
За даними перепису населення 2014 року в селі проживає 88 осіб.